# Super Géodyssée
Super Géodyssée est un jeu vidéo d'aventure développé et édité par Coktel Vision, sorti en 1988 sur Amstrad CPC et Thomson. 